# 인제 한계사지 북 삼층석탑
인제 한계사지 북 삼층석탑(麟蹄 寒溪寺址 北 三層石塔)은 대한민국 강원특별자치도 인제군 한계사 터에 있는, 남북국 시대 신라의 삼층석탑이다. 1998년 4월 6일 대한민국의 보물 제1276호로 지정되었다.

## 개요
한계사터는 한계령 중턱의 장수대에 위치하고 있다. 앞으로는 한계천이 흐르고, 뒤로는 산줄기가 병풍처럼 펼쳐져 있는데, 한용운이 편찬한 책에 의하면 신라 진덕여왕 원년(647)에 자장율사가 창건했다고 한다. 그 후 몇 차례의 보수를 거쳐 약 17세기 말까지는 절의 명맥을 유지했던 것으로 보인다. 현재 이 절터에는 건물의 주춧돌이 그대로 남아 있고, 3층 석탑 2기와 불상, 석등 등 많은 석조물이 남아 있다.
쌍탑으로 보기도 하는 두 삼층석탑 중에서 산기슭에 세워져 있는 것이 이 탑이다. 받침대 역할을 하는 기단(基壇)을 2단으로 두고, 그 위로 3층의 탑신(塔身)을 올린 모습이다.
금당터 앞의 인제 한계사지 남 삼층석탑(보물 제1275호)과 비슷한 모습이나, 아래층 기단의 밑돌과 가운데돌이 다른 돌로 되어 있고, 탑신의 지붕돌 받침수가 1·2·3층 모두 4단인 점이 다르다. 꼭대기에는 머리장식을 받치던 네모난 받침돌만이 남아 있다.
통일신라의 일반적인 석탑양식을 보이는 탑으로, 9세기 중반에 만들어진 것으로 추정되는데, 강원도 지역에서는 비교적 오래된 탑이다. 원래 무너져 있던 것을 1984년에 복원하였는데, 아래층 기단의 맨윗돌만 새로이 보완하였을 뿐 보존상태는 매우 양호한 편이다.

## 같이 보기
- 인제 한계사지 - 강원도 기념물 제50호
- 인제 한계사지 남 삼층석탑 - 보물 제1275호

## 참고 자료
- 인제 한계사지 북 삼층석탑 - 국가유산청 국가유산포털